# Chenopodium sericeum
Chenopodium sericeum är en amarantväxtart som först beskrevs av William Aiton, och fick sitt nu gällande namn av Spreng.. Chenopodium sericeum ingår i släktet ogräsmållor, och familjen amarantväxter. Inga underarter finns listade i Catalogue of Life.